# Midi:Nette
Midi:Nette è un'etichetta indipendente fondata dal musicista e stilista giapponese Mana.
Inizialmente essa ha realizzato la maggior parte della discografia del gruppo in cui Mana si trovava al tempo, i MALICE MIZER, i quali sono andati in pausa indeterminata l'11 dicembre 2001. Da allora, Midi:Nette ha prodotto le registrazioni del seguente progetto di Mana, i Moi dix Mois, e nel 2002 firmò il duo elettronico dei Schwarz Stein, che si sciolse nel 2004 a causa di divergenze artistiche.
Il nome della label proviene dalla parola francese midinette, che vuol dire "sartina, apprendista sarta".

## Lista gruppi

### Attuali
- Moi dix Mois

### Precedenti
- MALICE MIZER
- Schwarz Stein